# Тильман, Иоганн фон
 Иоанн Адольф фрайгерр фон Тильман, в России известен как Иоанн Адольф Фридрих фон Тилеман (нем. Johann Adolf, Freiherr von Thielmann; 27 апреля 1765, Дрезден — 10 октября 1824) — саксонский, позже русский и прусский генерал кавалерии, участник наполеоновских войн.

## Биография
Вступил в саксонскую кавалерию в 1782 году, участвовал в войнах с революционной Францией и в кампании 1806 года. После катастрофического поражения под Йеной Саксония примкнула к Наполеону. Тильман в составе саксонского контингента участвовал в осаде Данцига и в битве под Фридландом.
В кампании 1809 года Тильман в чине полковника противостоял наступлению австрийцев в Саксонию, за что получил чин генерал-майора, а затем в 1810 году и генерал-лейтенанта. В качестве командира бригады саксонской тяжёлой кавалерии участвовал в походе Наполеона в Россию в 1812 году. Отличился в Бородинском сражении при атаках на редут Раевского, чем привлёк внимание Наполеона, который взял Тильмана в свою личную свиту. В это же время король Саксонии дал ему титул барона.
В освободительной войне Тильман принимал видное участие. Начал реорганизацию саксонских войск, затем был назначен губернатором Торгау. По приказу короля соблюдал строгий нейтралитет и даже отказал маршалу Даву в проходе через Торгау. Однако после поражения союзников при Лютцене позиция короля изменилась и Тильман перешёл на русскую службу в чине генерал-лейтенанта.
В 1813 году руководил летучим партизанским отрядом. За участие в битве под Лейпцигом был 18 декабря 1813 года награждён орденом Св. Георгия 3-й степени № 350
В воздаяние отличных подвигов мужества, храбрости и распорядительности, оказанных в сражении против французских войск 16 сентября при Алтенбурге.
По приказу Александра I занялся организацией саксонской армии, с которой он действовал в Нидерландах.
В 1815 году Тильман перешёл на прусскую службу и командовал 3-м армейским корпусом. Принял участие в кампании Ста дней. Сражался при Линьи. Отступая на север, принял сражение при Вавре, благодаря чему задержал Груши и содействовал поражению Наполеона при Ватерлоо.
После войны командовал корпусом в Мюнстере и Кобленце.
Похоронен на Главном кладбище Кобленца.

## Награды
Королевства Пруссия:
- Железный крест 1-го класса (1815)[2]
- Орден Красного орла 1-го класса (1813)[3]

Российской империи:
- Орден Святой Анны 1-й степени (13 ноября 1813)[4]
- Орден Святого Георгия 3-го класса (18 декабря 1813)
- Орден Святого Владимира 2-й степени (19 мая 1814)[5]
- Золотое оружие «За храбрость» с бриллиантами (9 февраля 1814)

Прочие:
- Орден Вестфальской короны командорский крест (королевство Вестфалия)[6]
- Военный орден Святого Генриха командорский крест (1-го класса) (королевство Саксония)
- Орден Почётного легиона командорский крест (Первая французская империя)
- Королевский Гвельфский орден большой крест (1821, королевство Ганновер)[7]